# 希羅凱 (別爾哥羅德-德涅斯特羅夫斯基區)
46°32′3″N 30°21′22″E / 46.53417°N 30.35611°E

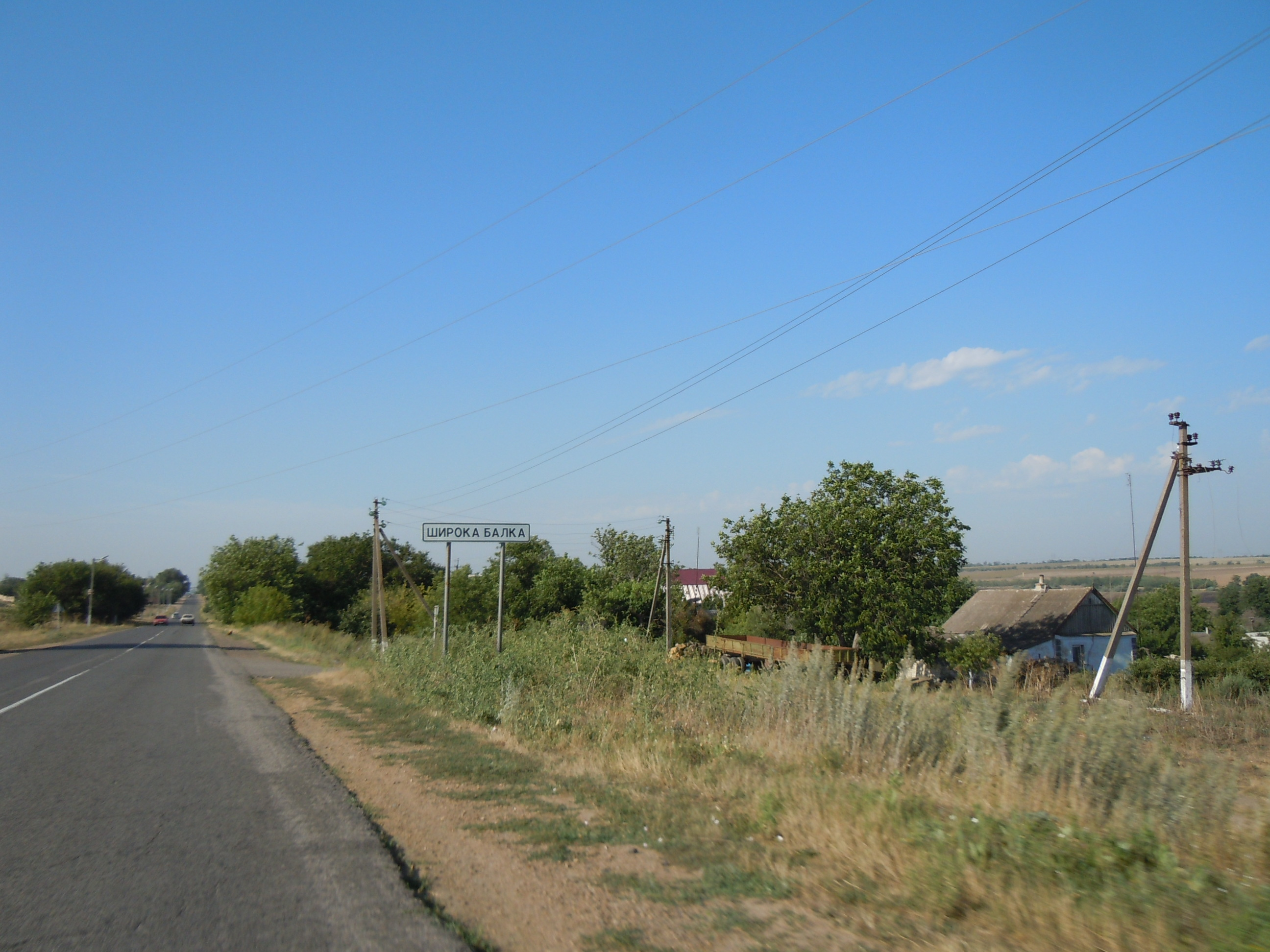

希羅凱（烏克蘭語：Широке）是位於烏克蘭西南部的村莊，由敖德萨州裡比爾霍羅德-德涅斯特羅夫斯基區的馬拉茲利伊夫卡市鎮負責管轄。該村面積4.47平方公里，2001年人口1,374，人口密度每平方公里307.38人。